# Xian de Tongxu
Le xian de Tongxu (通许县 ; pinyin : Tōngxǔ Xiàn) est un district administratif de la province du Henan en Chine. Il est placé sous la juridiction de la ville-préfecture de Kaifeng.

## Démographie
La population du district était de 574 843 habitants en 1999.